# Rajaldesar
Rajaldesar é uma cidade e um município no distrito de Churu, no estado indiano de Rajasthan.

## Geografia
Rajaldesar está localizada a 28° 02′ N, 74° 28′ L. Tem uma altitude média de 313 metros (1026 pés).

## Demografia
Segundo o censo de 2001, Rajaldesar tinha uma população de 22,837 habitantes. Os indivíduos do sexo masculino constituem 51% da população e os do sexo feminino 49%. Rajaldesar tem uma taxa de literacia de 48%, inferior à média nacional de 59.5%: a literacia no sexo masculino é de 60% e no sexo feminino é de 36%. Em Rajaldesar, 19% da população está abaixo dos 6 anos de idade.